# 光泵浦

弧光灯（顶部）对激光棒（底部）进行光抽运的示意图。红色：热；蓝色：冷；绿色：光；非绿色箭头：水流；实心颜色：金属；浅色：熔融石英。

光泵浦（Optical pumping），亦称光抽运、光激升，是指利用光将原子或分子中的电子从较低能级激发至（“抽运”到）较高能级的过程。此过程常应用于激光领域，通过泵浦增益介质（活性激光介质）以实现粒子数反转。该技术由法国物理学家阿尔弗雷德·卡斯特勒在1950年代初开创，卡斯特勒亦因此研究获得了1966年的诺贝尔物理学奖。
光抽运的另一应用是将原子或分子内的束缚电子，周期性地制备到特定的量子态上。以仅含单个外层电子的原子为例，在最简单的相干双能级光抽运情形下，电子会被相干地抽运到单一的超精细子能级（以{\displaystyle m_{F}}标记）。具体抽运到哪个子能级，取决于抽运激光的偏振方向以及量子选择定则。经过光抽运后，原子通常被称为在特定的{\displaystyle m_{F}}子能级上被“取向”（oriented）。但由于光抽运过程的周期性，束缚电子实际上会在低能级与高能级的子能级之间，不断经历激发和衰变（或受激辐射）的循环。抽运光的频率和偏振决定了原子最终被取向到的{\displaystyle m_{F}}子能级。
实践中，完全相干的光抽运可能难以实现，因为存在跃迁线宽的功率展宽，以及超精细结构俘获和辐射俘获等效应的影响。因此，在实际情况下，原子的取向通常不仅取决于激光的频率和偏振，还与激光强度、光谱带宽，以及吸收跃迁的线宽和跃迁概率等因素相关。
光抽运实验是物理学本科教学中的常见项目，通常使用铷气作为同位素样本。这类实验可以展示如何利用射频（MHz范围）电磁辐射来有效地抽运铷原子，或使其弛豫（解除抽运状态）。

## 在原子钟中的应用
光抽运是现代原子钟（特别是基于Cs或Rb蒸气的原子钟）不可或缺的关键技术，主要用于原子的量子态制备和跃迁探测，以提升其长期稳定性。
量子态制备：在原子钟运行过程中，需要将参与钟跃迁的原子精确地制备到特定的超精细结构能级上。通常，利用特定偏振和频率的抽运光，将原子抽运到对磁场一阶塞曼效应不敏感的{\displaystyle m_{F}}磁子能级上。选择这个态是因为它对外部磁场的微小变化最为不敏感，从而可以显著降低环境磁场波动对原子钟频率稳定性的影响。这确保了作为频率基准的原子跃迁频率尽可能地不受外界干扰。
状态选择性探测：在原子与微波场（用于驱动两个超精细能级之间的钟跃迁）相互作用之后，光抽运也可用于探测有多少原子实际发生了能级跃迁。这通常通过状态选择性探测实现：使用一束探测光，该光只与其中一个钟态能级（例如，跃迁后的激发态或未发生跃迁的基态）的原子发生共振相互作用。通过测量此过程中原子的荧光强度或探测光的吸收量，可以精确得知原子在两个钟态上的布居数比例。这个信息被用于产生误差信号，反馈给微波源以将其频率精确锁定在原子跃迁频率上。因此，光抽运不仅用于“准备”原子，还用于“读取”原子钟的核心信息。
此外，基于光抽运和原子相干性的技术，如相干布居囚禁（Coherent Population Trapping, CPT），也被广泛应用于紧凑型、低功耗原子钟（如芯片级原子钟）的设计中。